# بيلي دتون
بيلي دتون (بالإنجليزية: Billy Dutton)‏ هو لاعب اتحاد الرغبي جنوب أفريقي، ولد في 9 يونيو 1989 في إيست لندن في جنوب أفريقيا.